# Old Bonalbo
Old Bonalbo är en ort i Australien. Den ligger i kommunen Kyogle och delstaten New South Wales, i den sydöstra delen av landet, omkring 590 kilometer norr om delstatshuvudstaden Sydney. Antalet invånare är 240.
Runt Old Bonalbo är det mycket glesbefolkat, med 2 invånare per kvadratkilometer.. Närmaste större samhälle är Bonalbo, nära Old Bonalbo. 
I omgivningarna runt Old Bonalbo växer huvudsakligen savannskog. Genomsnittlig årsnederbörd är 1 387 millimeter. Den regnigaste månaden är januari, med i genomsnitt 260 mm nederbörd, och den torraste är oktober, med 36 mm nederbörd.